# Vlado Milunić
Vlado Milunić (Zagreb, 3 de marzo de 1941-17 de septiembre de 2022) fue un arquitecto checo de origen croata. 

## Biografía
Vivía en Praga, ciudad en la que estudió en su Universidad Técnica y en la que tenía su oficina de arquitectura.
Fue conocido por sus colaboraciones con Frank Gehry, con quién diseñó en 1996 la Casa Danzante de Praga, (Tančící dům en checo), siendo una de sus obras más sobresalientes. En ella, rompe con uno de los conceptos básicos de la arquitectura occidental, la simetría.

## Véase también

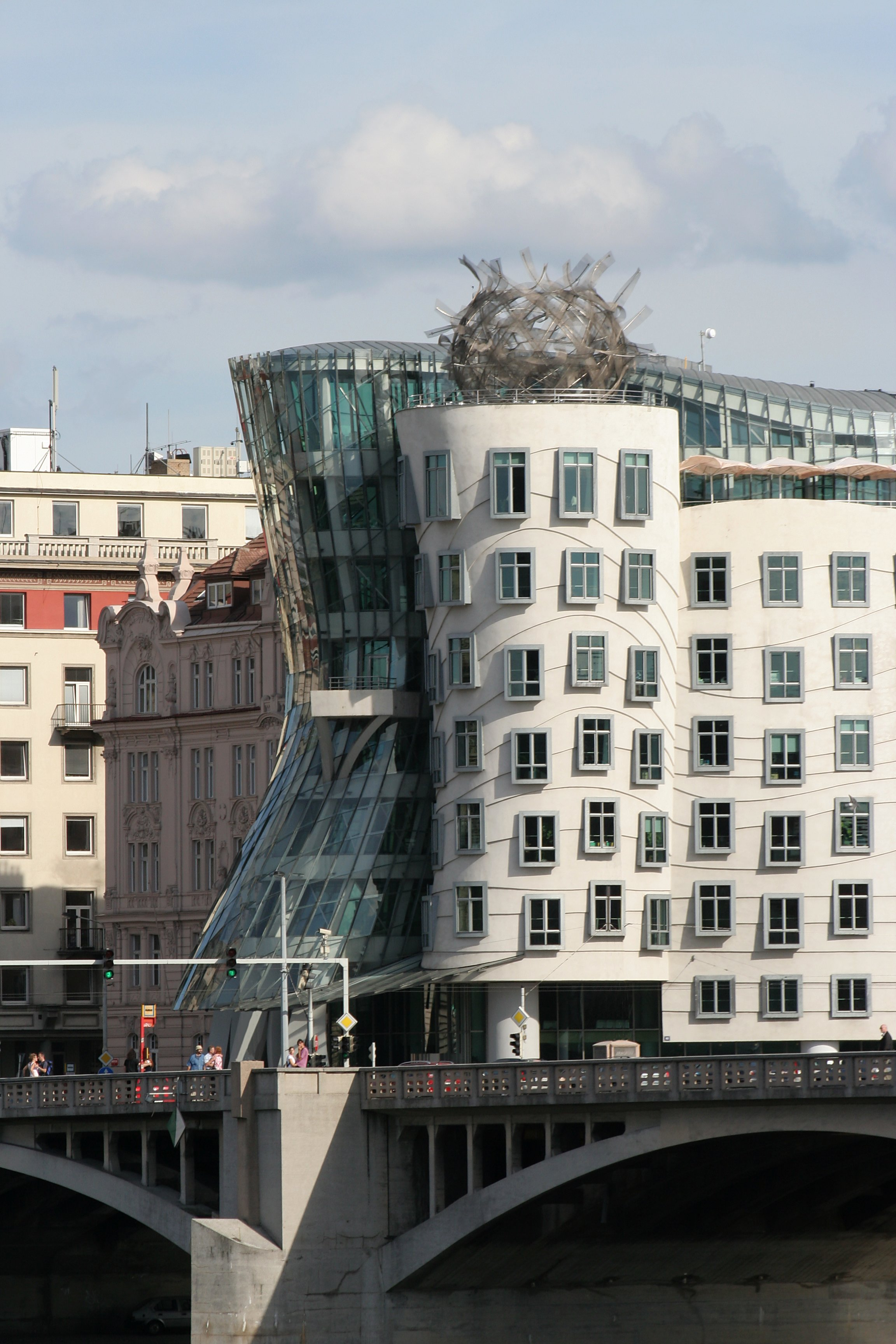
Casa Danzante de Praga.

## Fuente
- Esta obra contiene una traducción  derivada de «Vlado Milunić» de Wikipedia en francés, publicada por sus editores bajo la Licencia de documentación libre de GNU y la Licencia Creative Commons Atribución-CompartirIgual 4.0 Internacional.

- Datos: Q521787
- Multimedia: Vlado Milunić / Q521787